# 银邦克
银邦克（1973年12月—），中华人民共和国仫佬族政治人物，广西罗城人。广西自治区党委党校行政管理专业毕业。
2011年6月，任中共河池市罗城仫佬族自治县委员会副书记，后当选该县县长。2014年10月，任广西壮族自治区河池市民族事务委员会副主任。
2013年，当选第十二届全国人民代表大会广西地区代表。因涉嫌严重违纪，2015年7月24日，广西壮族自治区第十二届人大常委会第十七次会议决定接受其辞去第十二届全国人民代表大会代表职务。